# Округ Сондерс (Небраска)
Сондерс (енгл. Saunders County) је округ у америчкој савезној држави Небраска.

## Демографија
По попису из 2010. године број становника је 20.780, што је 950 (4,8%) становника више него 2000. године.
| Група             | 2000.          | 2010.          |
| Белци             | 19.410 (97,9%) | 19.992 (96,2%) |
| Афроамериканци    | 21 (0,1%)      | 71 (0,3%)      |
| Азијати           | 43 (0,2%)      | 83 (0,4%)      |
| Хиспаноамериканци | 205 (1,0%)     | 415 (2,0%)     |
| Укупно            | 19.830         | 20.780         |